# Saint-Firmin, Hautes-Alpes
Saint-Firmin är en kommun i departementet Hautes-Alpes i regionen Provence-Alpes-Côte d'Azur i sydöstra Frankrike. Kommunen ligger  i kantonen Saint-Firmin som ligger i arrondissementet Gap. År 2022 hade Saint-Firmin 449 invånare.

## Befolkningsutveckling
Antalet invånare i kommunen Saint-Firmin
Referens:INSEE